# Challenger de Budapest 2017

El torneo WHB Hungarian Open 2017 fue un torneo profesional de tenis. Pertenece al ATP Challenger Series 2017. Se disputará su 2ª edición sobre superficie dura bajo techo, en Budapest, Hungría entre el 6 al el 12 de febrero de 2017.

## Jugadores participantes del cuadro de individuales
| Favorito | País                     | Jugador           | Rank1 | Posición en el torneo |
| -------- | ------------------------ | ----------------- | ----- | --------------------- |
| 1        | Bandera de Eslovaquia    | Lukáš Lacko       | 108   | Baja                  |
| 2        | Bandera de Ucrania       | Sergiy Stakhovsky | 111   | Primera ronda         |
| 3        | Bandera de Rumania       | Marius Copil      | 129   | Cuartos de final      |
| 4        | Bandera de Italia        | Thomas Fabbiano   | 131   | Primera ronda         |
| 5        | Bandera de Rusia         | Yevgueni Donskoi  | 132   | Primera ronda         |
| 6        | Bandera de Eslovaquia    | Norbert Gombos    | 136   | Segunda ronda         |
| 7        | Bandera de Corea del Sur | Lee Duck-hee      | 139   | Primera ronda         |
| 8        | Bandera de Italia        | Luca Vanni        | 149   | Cuartos de final      |

- 1 Se ha tomado en cuenta el ranking del 30 de enero de 2017.

### Otros participantes
Los siguientes jugadores recibieron una invitación (wild card), por lo tanto ingresan directamente al cuadro principal (WC):
- Attila Balázs
- Gábor Borsos
- Zsombor Piros
- Máté Valkusz

Los siguientes jugadores ingresan al cuadro principal tras disputar el cuadro clasificatorio (Q):
- Matthias Bachinger
- Yannick Hanfmann
- Michał Przysiężny
- Alexey Vatutin

## Campeones

### Individual Masculino
- Jürgen Melzer derrotó en la final a  Márton Fucsovics, 7–6(6), 6–2

### Dobles Masculino
- Dino Marcan /  Tristan-Samuel Weissborn derrotaron en la final a  Blaž Kavčič /  Franko Škugor, 6–3, 3–6, [16–14]